# Ray of sunshine
「ray of sunshine」是日本配音員新谷良子的第三張單曲。商品編號為LACM-4108。

## 收錄曲
1. ray of sunshine
  - 作詞・作曲：桃井晴子　編曲：小池雅也
2. ray of sunshine（off vocal）
3. - 作詞・作曲：ゆうまお　編曲：R・O・N